# 법정준비금
법정준비금(法定準備金)이란 그 적립이 강제적으로 행해지는 준비금을 법정준비금이라 하는데, 이는 자본의 결손을 보충하기 위하여 상법에서 규정하고 있다.
법정준비금은 적립의 재원에 따라 자본준비금과 이익준비금으로 나뉜다. 자본준비금은 영업이익 이외의 특수한 재원으로 적립되는 준비금이고, 이익준비금이란 이익을 적립재원으로 하는 법정준비금이다. 법정준비금은 자본의 결손전보에 충당하는 경우를 제외하고는 처분하지 못하나, 예외적으로 이를 자본에 전입할 수 있다(상법 제461조). 법정 준비금은 계산상의 액수이므로 이것을 사용한다고 하는 것은 장부상의 조작을 의미하는 것이다. 한편 법정준비금을 자본의 결손전보를 위하여 사용할 경우에는 임의준비금, 이익준비금의 순서로 사용하는데, 이는 준비금의 종류에 따라 사용의 선후가 결정된 것이다(상법 제458조·제459조·제460조). 기업회계기준 제56조의 자본잉여금에는 재평가적립금이 포함되고 있다는 점에서 사법의 자본준비금보다 넓은 개념이지만 재평가적립금은 자산재평가법에 의하여 적립될 뿐 그 본질은 같다.